# Condado de Kaufman
O Condado de Kaufman é um dos 254 condados do estado norte-americano do Texas. A sede do condado é Kaufman, e sua maior cidade é Terrell.
O condado possui uma área de 2090 km² (dos quais 54 km² estão cobertos por água), uma população de 71 313 habitantes, e uma densidade populacional de 35 hab./km² (segundo o censo nacional de 2000).
O condado foi criado em 1848.

## Localidades
- Crandall
- Combine
- Cottonwood
- Forney
- Grays Prairie
- Kaufman (Texas)
- Kemp
- Mabank
- Mesquite
- Oak Grove
- Post Oak Bend City
- Rosser
- Seagoville
- Seven Points
- Talty
- Terrell

Comunidades não incorporadas
- Ables Springs
- Abner